# Vicevoorzitter
De vicevoorzitter, vicepreses of vice is de functie van ondervoorzitter van een vereniging of organisatie. De van het Latijn afkomstige benaming vicepreses wordt vaak gebruikt binnen studentenverenigingen.
Hij of zij wordt automatisch de plaatsvervanger van de voorzitter bij afwezigheid en is meestal diens of dier rechterhand.
Zijn of haar taken zijn vaak niet zo eenduidig omschreven en worden door elke organisatie naar eigen wens of traditie ingevuld.
Meestal is de vicevoorzitter medeverantwoordelijk voor de dagelijkse leiding van de kring en zijn leden. Op dat gebied doet hij of zij dus eigenlijk juist hetzelfde als de echte voorzitter. Toch zal een voorzitter zich vaker bezighouden met de externe werking van een kring, terwijl de vicevoorzitter zich meer inlaat met de interne werking van de kring.